# امپیل توک
امپیل توک (به لاتین: Ampil Tuk) یک منطقهٔ مسکونی در کامبوج است که در Kampong Chhnang Province واقع شده‌است.